# Kabupaten Dompu
Kabupaten Dompu (engelska: Dompu Regency, indonesiska: Kecamatan Dompu) är ett kabupaten i Indonesien.   Det ligger i provinsen Nusa Tenggara Barat, i den centrala delen av landet, 1 300 km öster om huvudstaden Jakarta. Antalet invånare är 218 973. Arean är 2 322 kvadratkilometer.
Terrängen i Kabupaten Dompu är kuperad åt sydväst, men åt nordost är den bergig.
Kabupaten Dompu delas in i:
- Huu District
- Woja District
- Kempo District
- Kilo District
- Empang District
- Pekat District